# Riverstown
Riverstown (Iers: Baile idir dhá Abhainn: plaats tussen twee rivieren) is een plaats in het Ierse graafschap County Sligo. De plaats telt 273 inwoners. Het ligt bij een brug over de rivier Unshin, ongeveer 19 km ten zuiden van de stad Sligo en 4 km oostelijk van de N4.
Opvallende gebouwen in het plaatsje zijn de Garda Barracks (politiebureau), het postkantoor, Cooperhill House en twee kerken, een katholieke en een van de Church of Ireland.
Jaarlijks vinden er festivals plaats: het Riverstown Vintage Festival in juni en het James Morrison Traditional Music Festival in augustus.

## Galerie

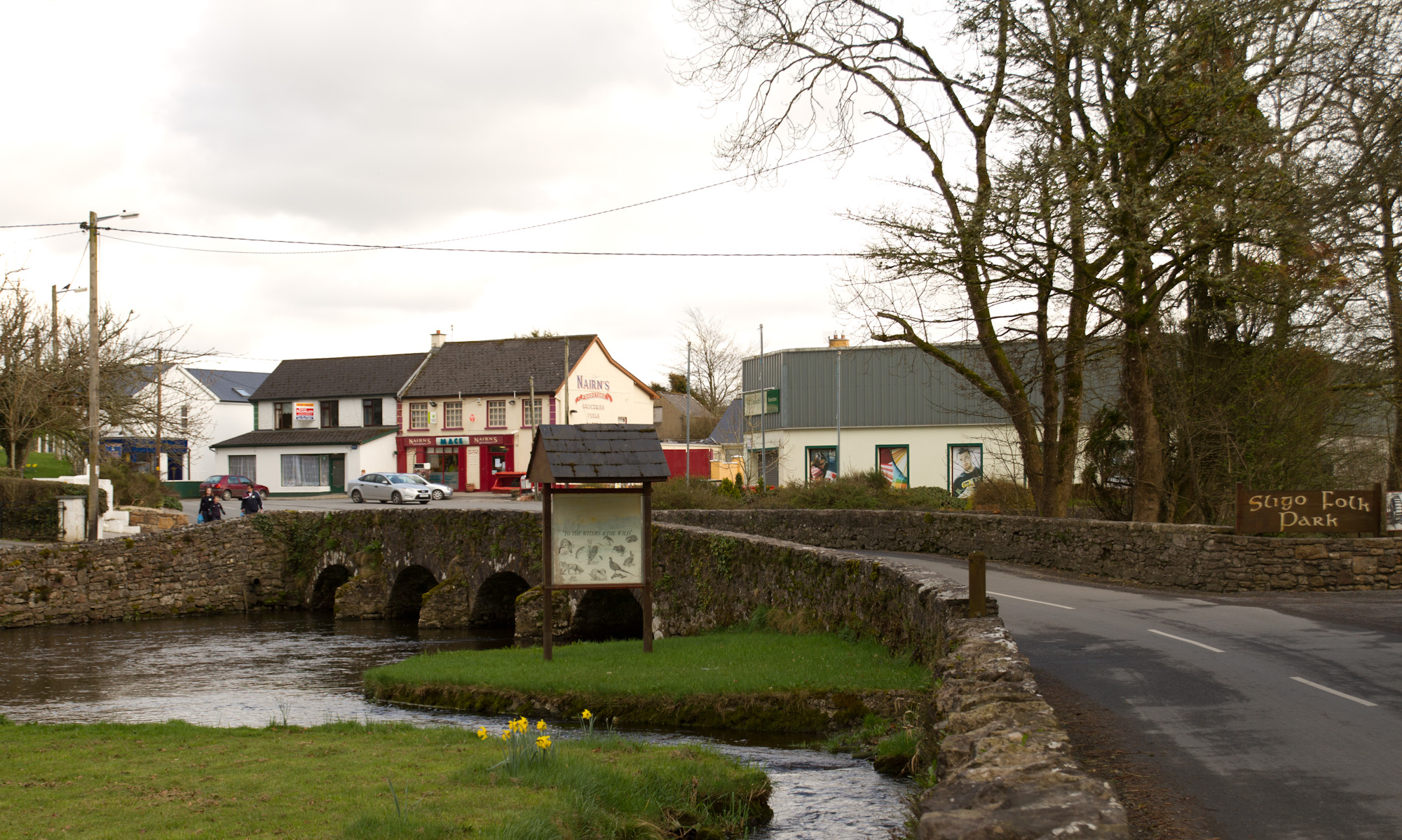
Brug over de rivier
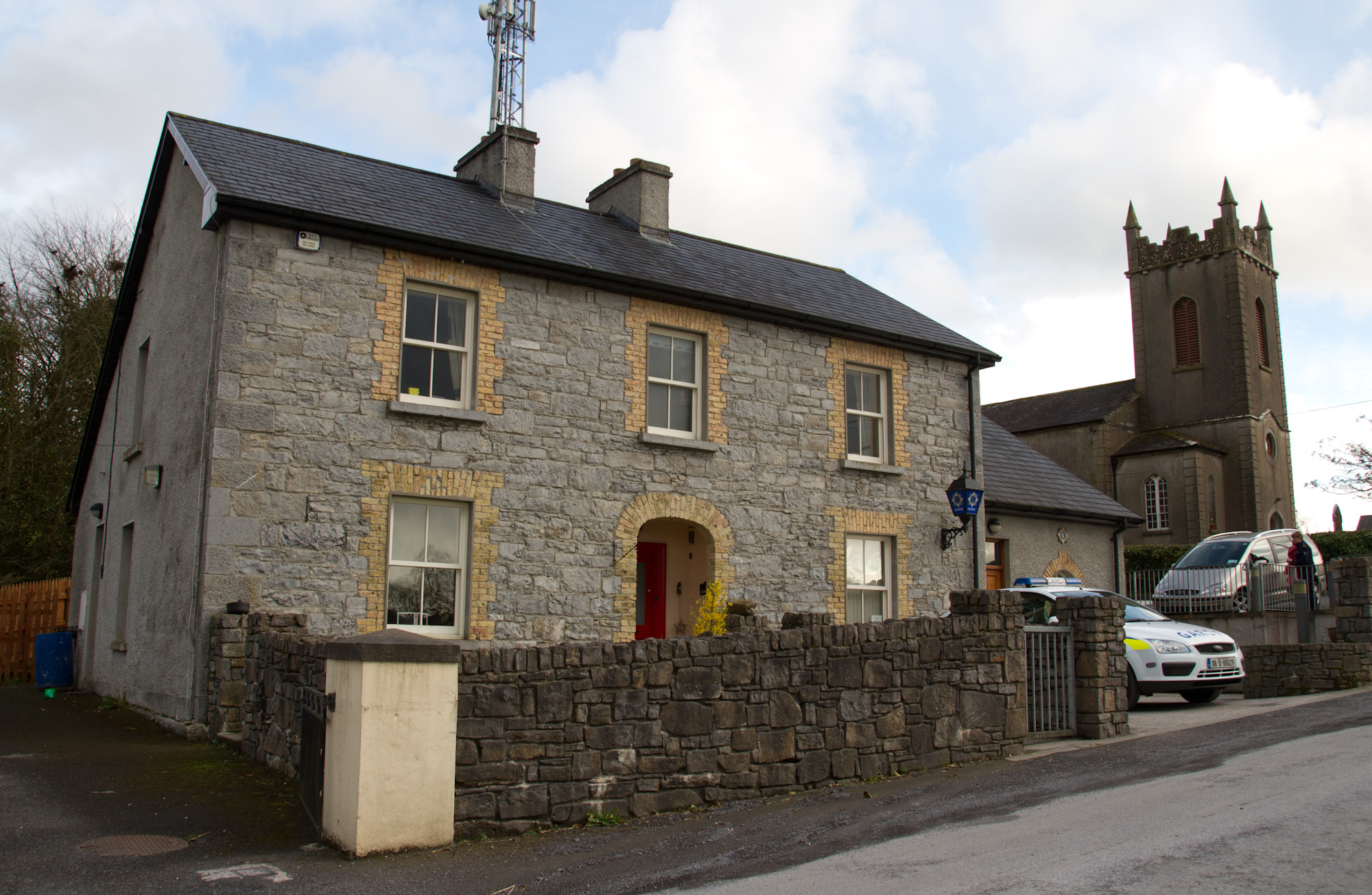
Garda Barracks (politiebureau)
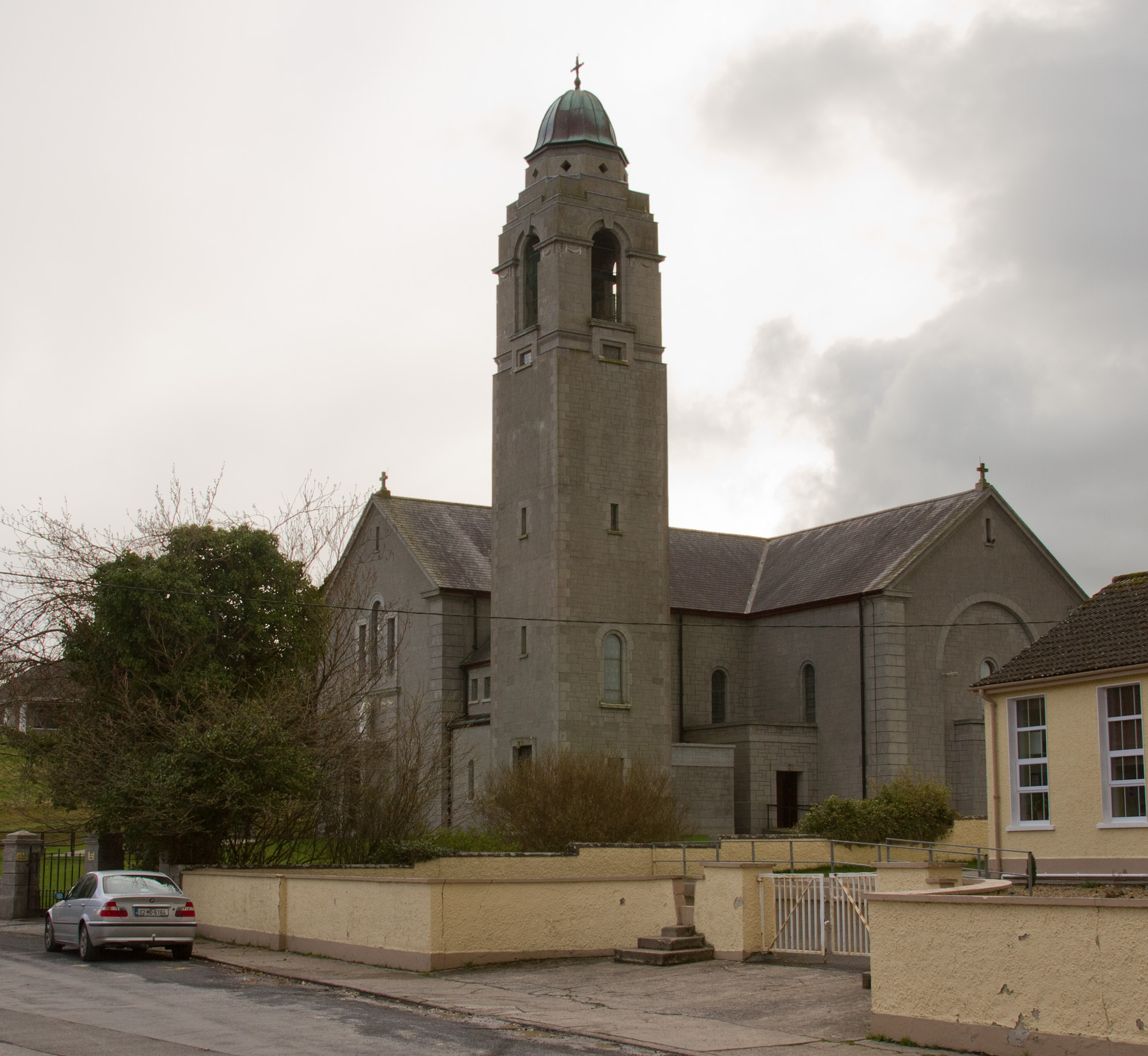
Katholieke kerk
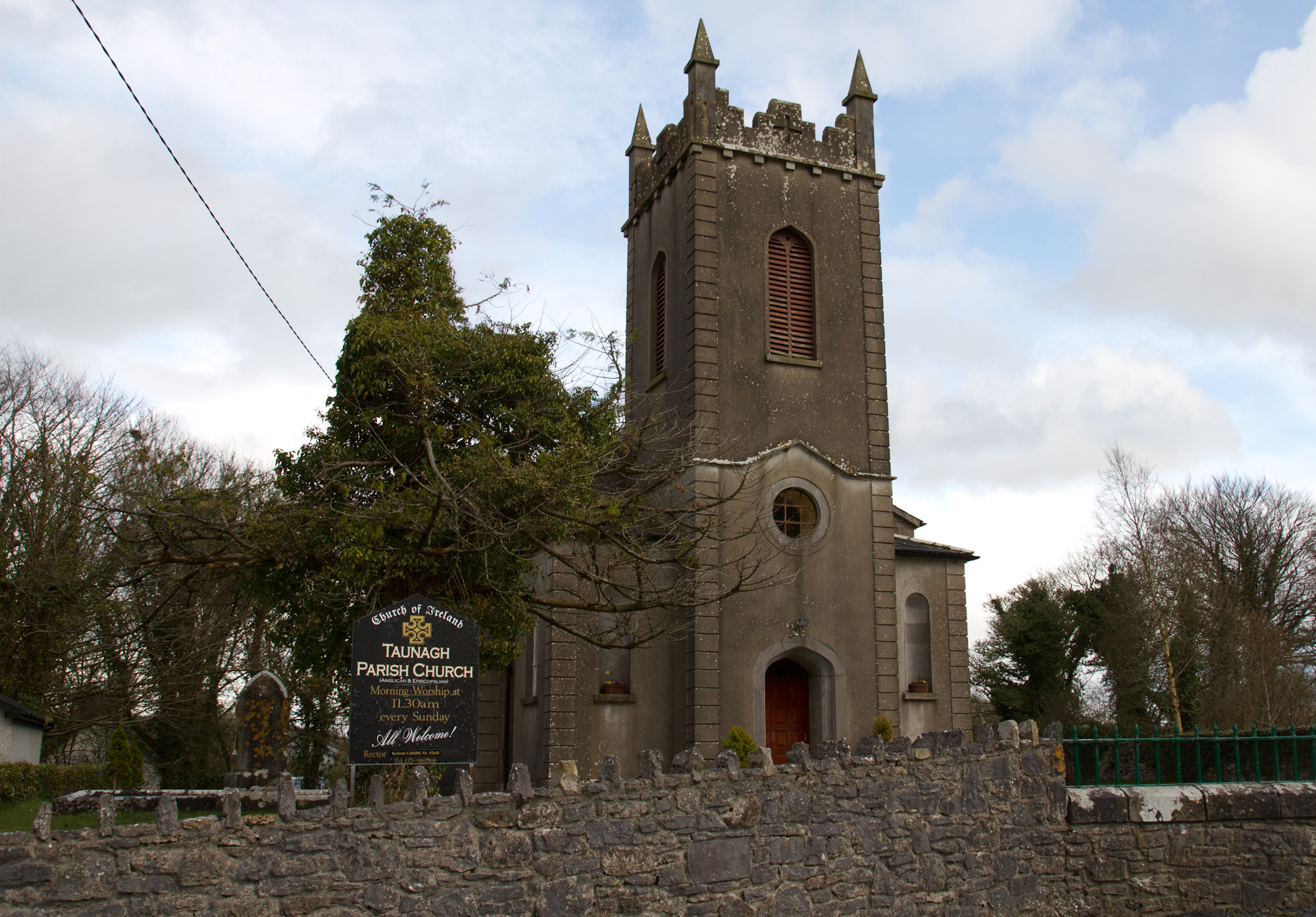
Kerkgebouw van de Kerk van Ierland
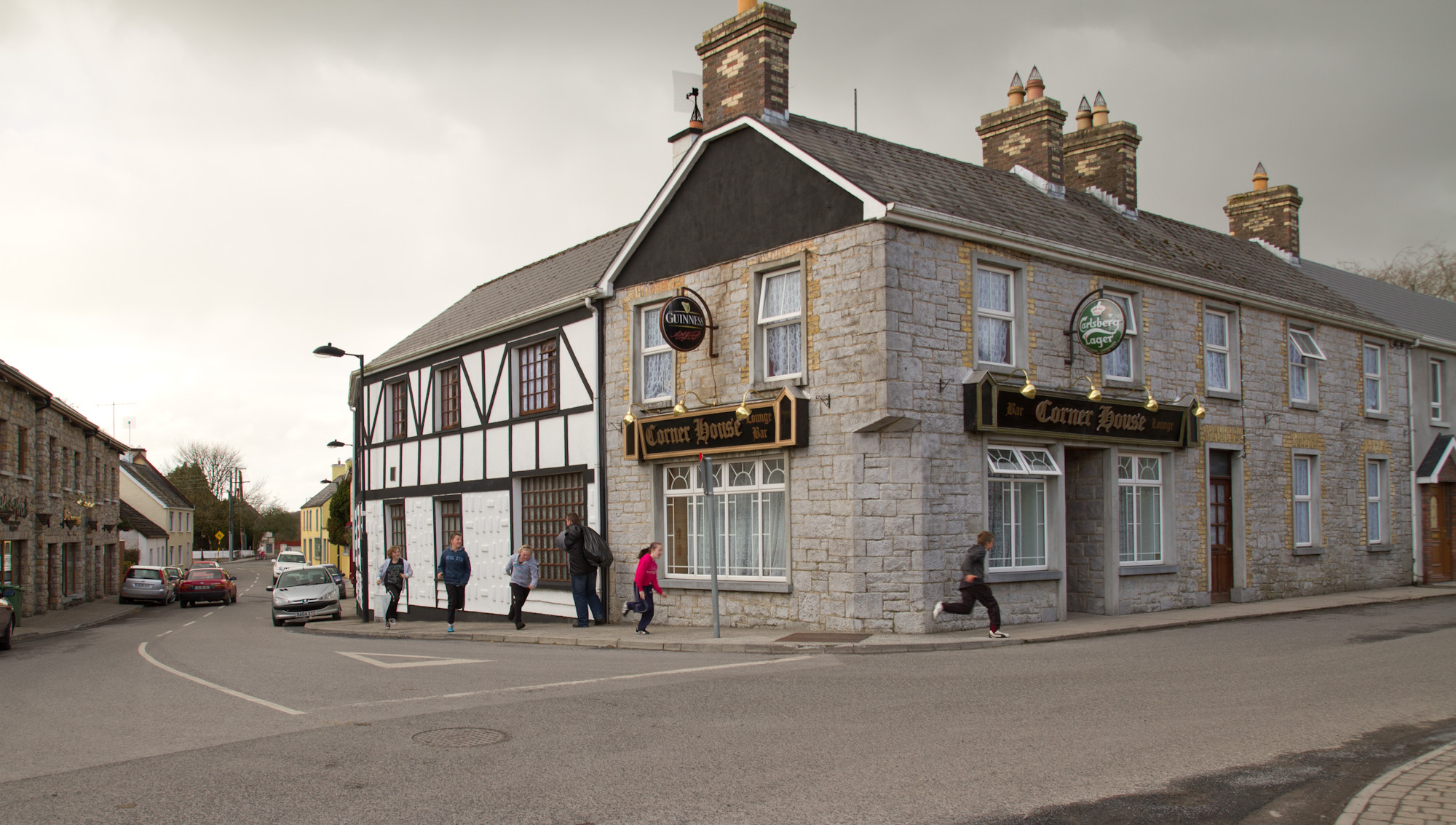
Straathoek in Riverstown
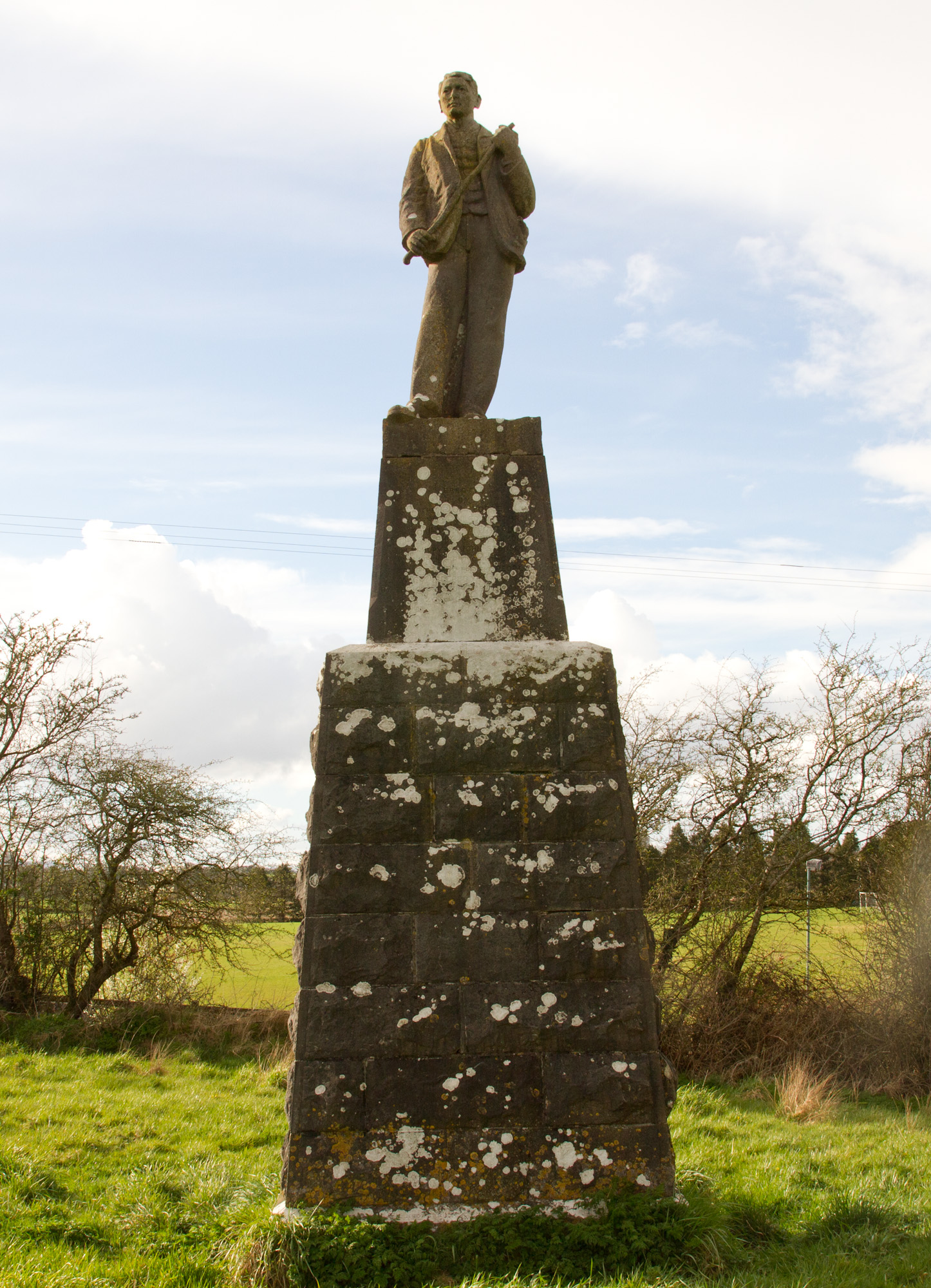
Gedenkteken voor John Stenson
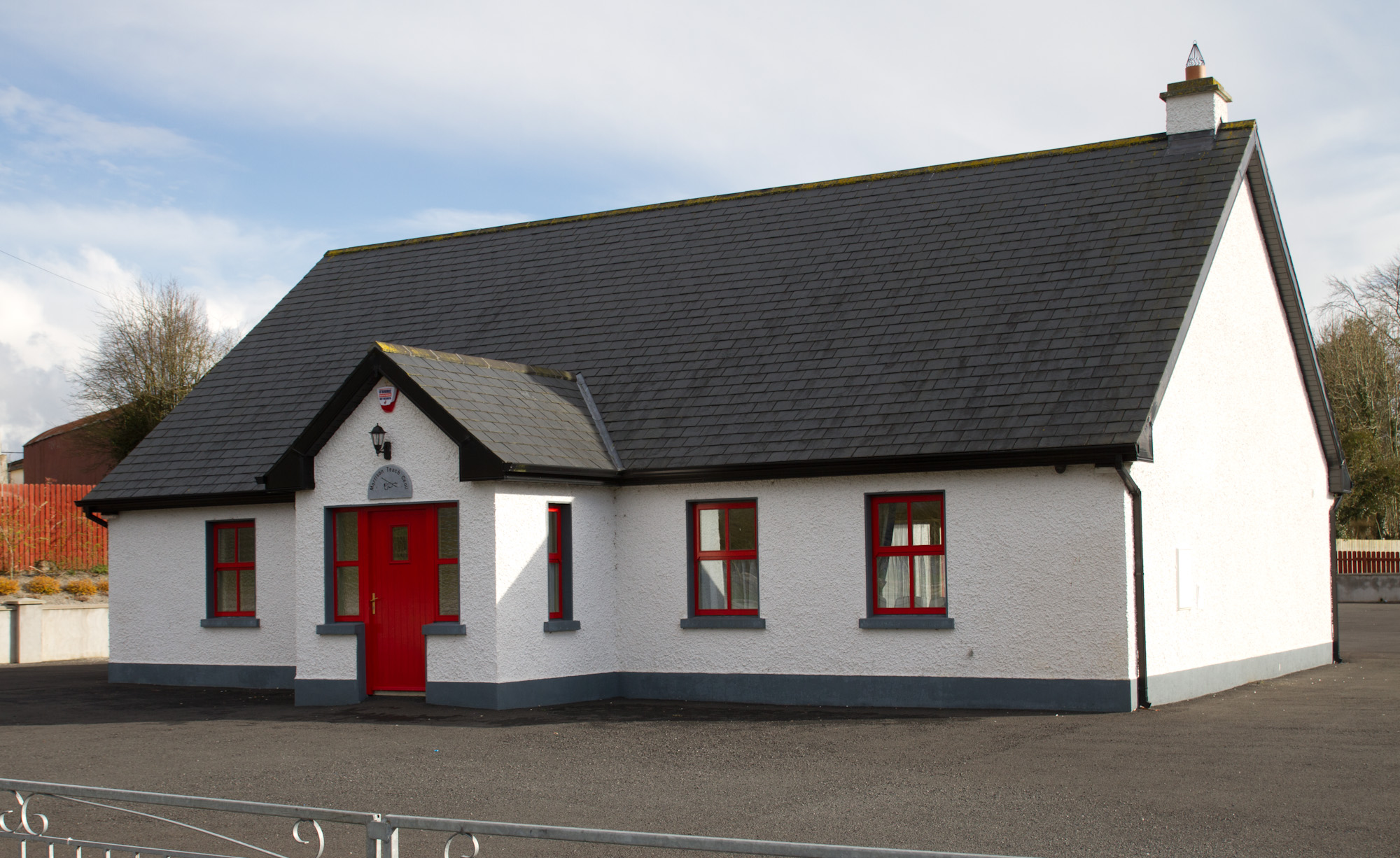
Morrison Cottage
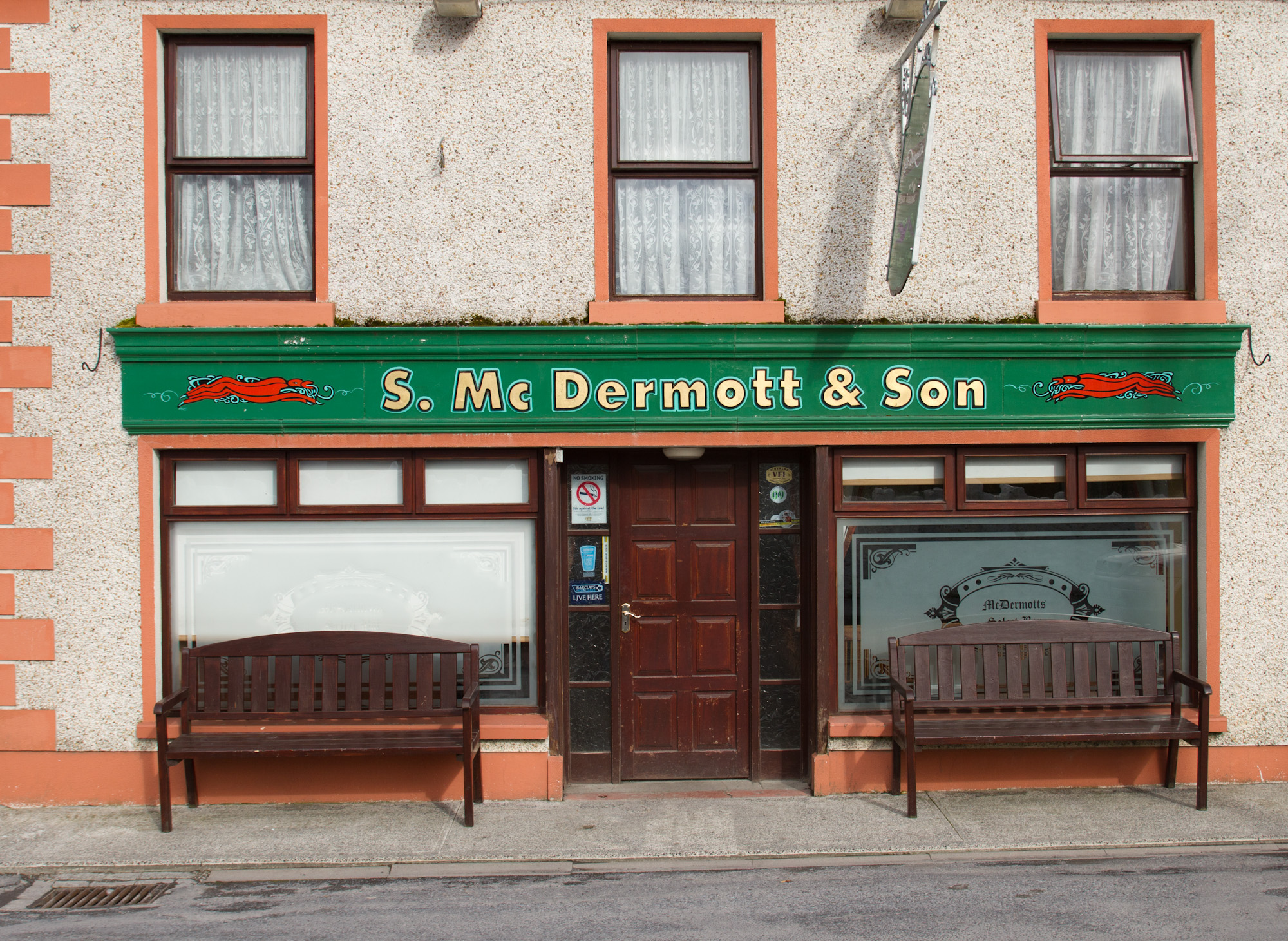
Winkel
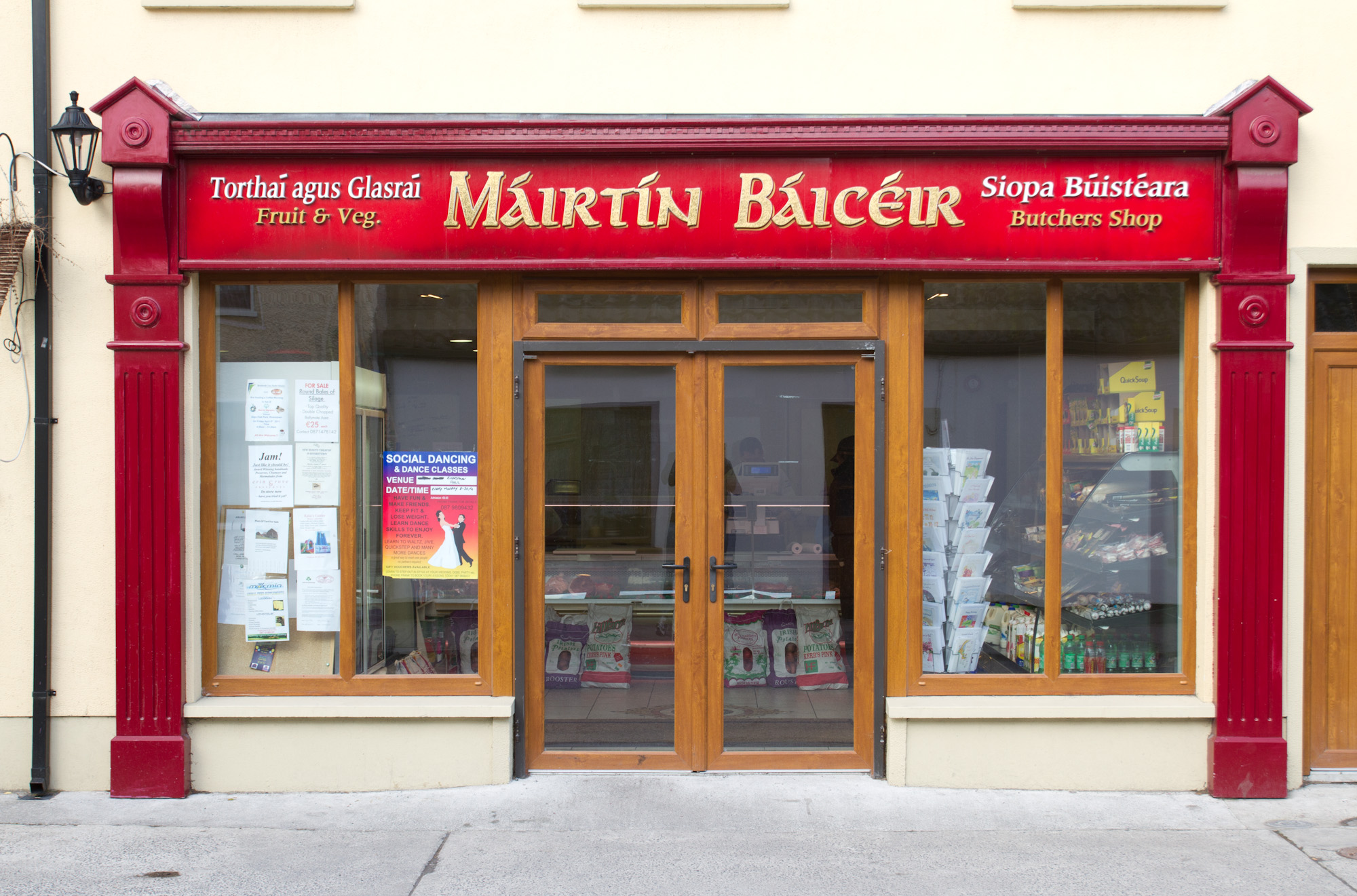
Winkel
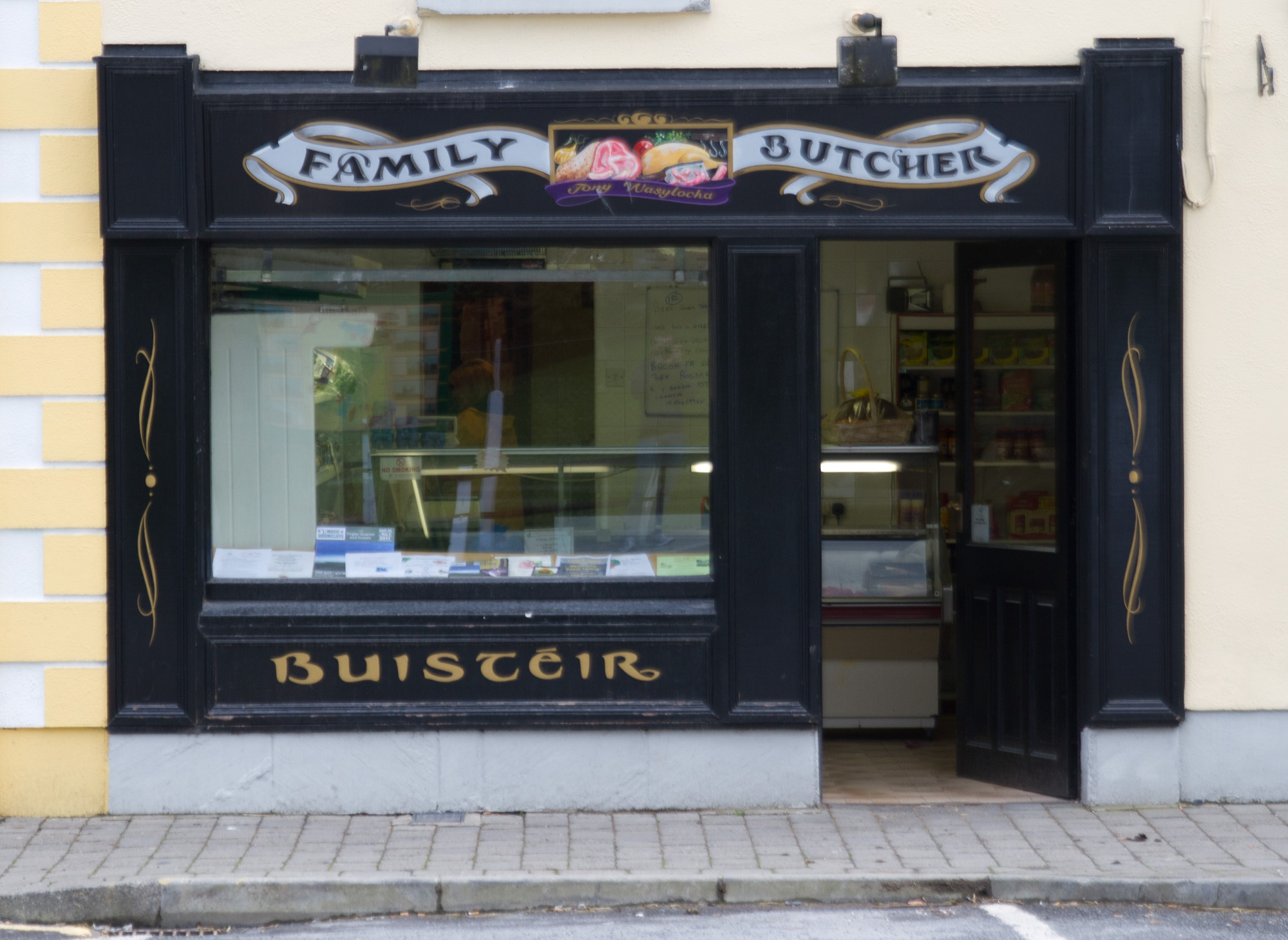
Winkel
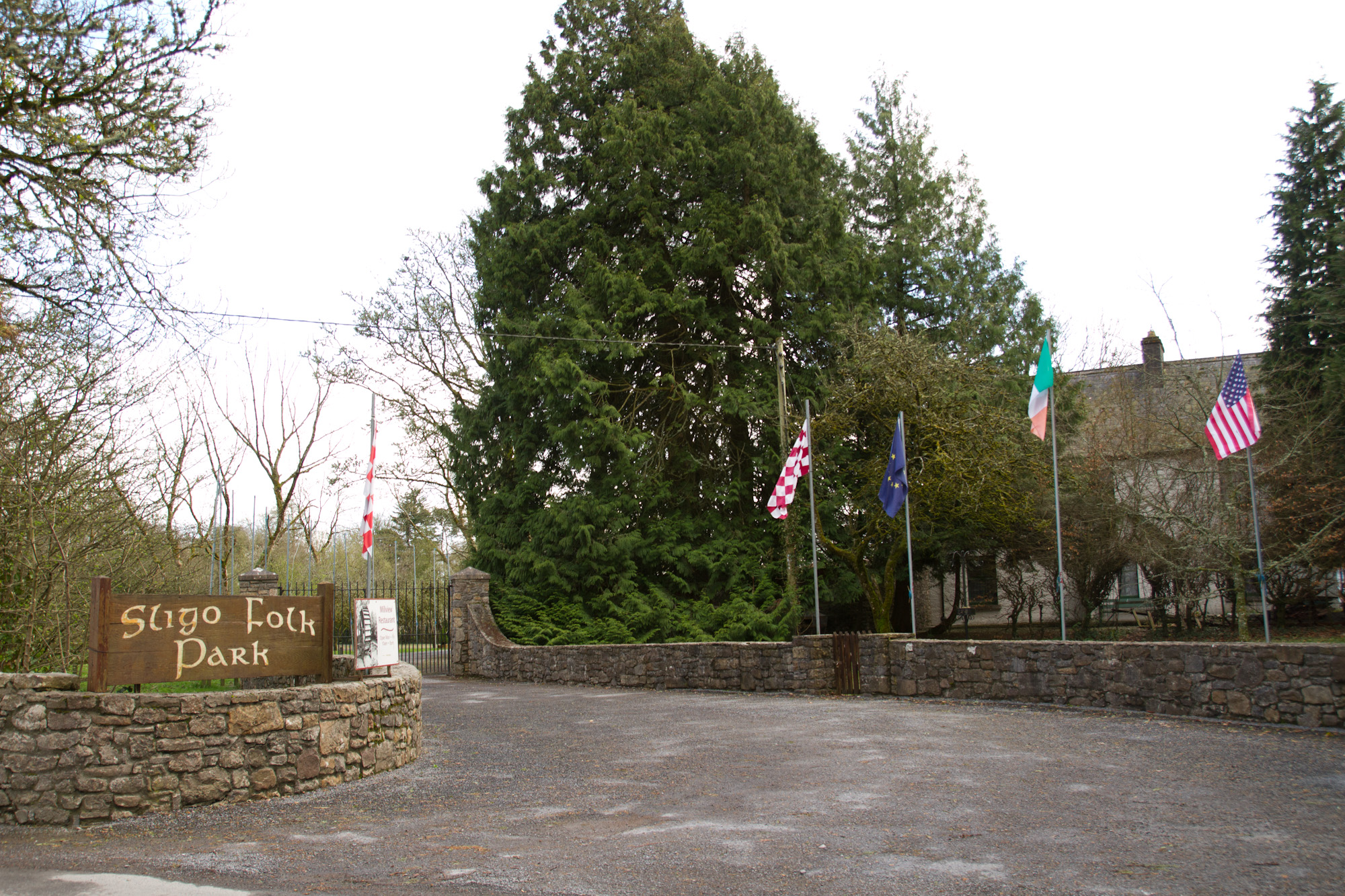
Ingang van het Sligo folk park
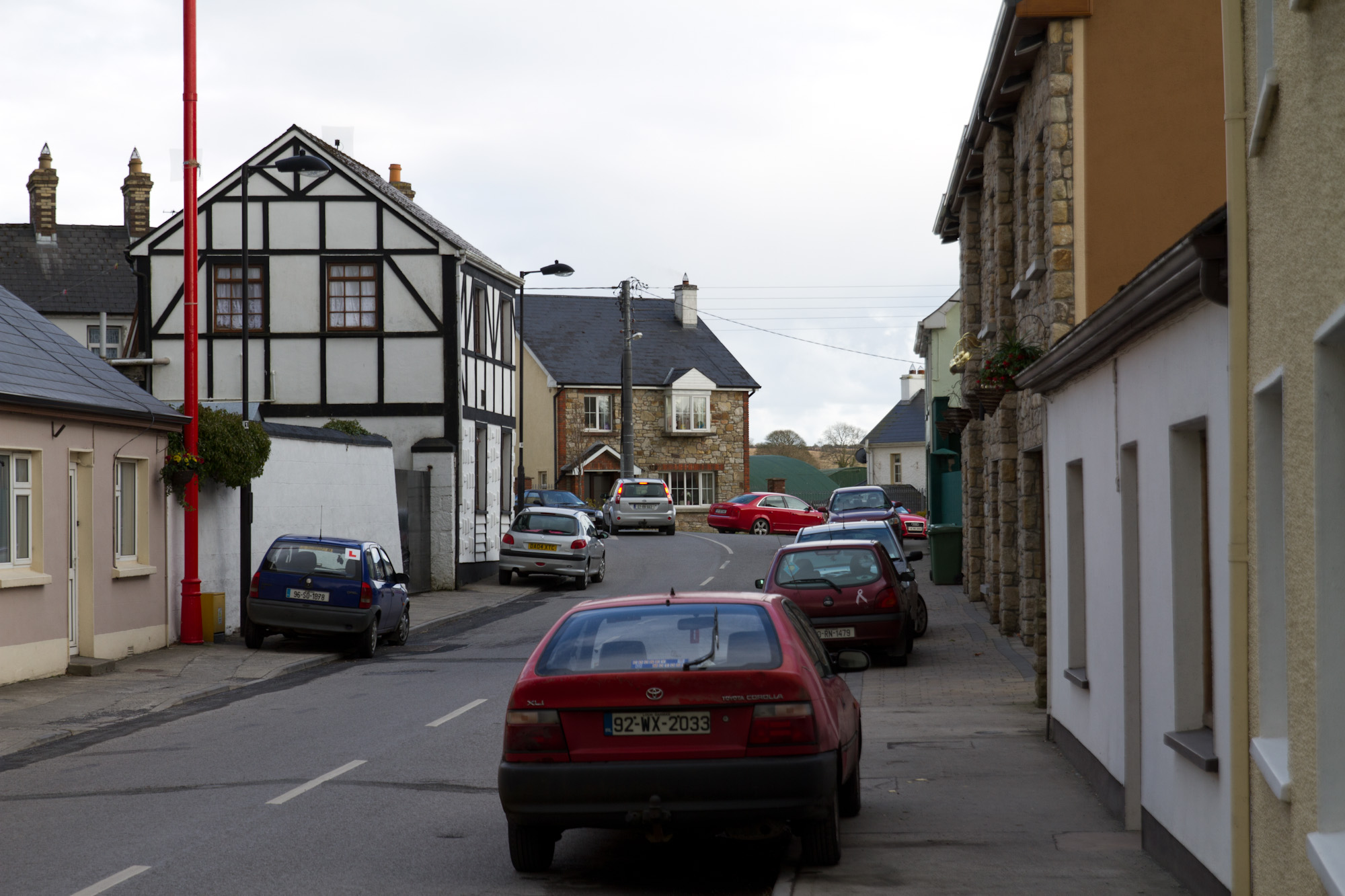
Straat
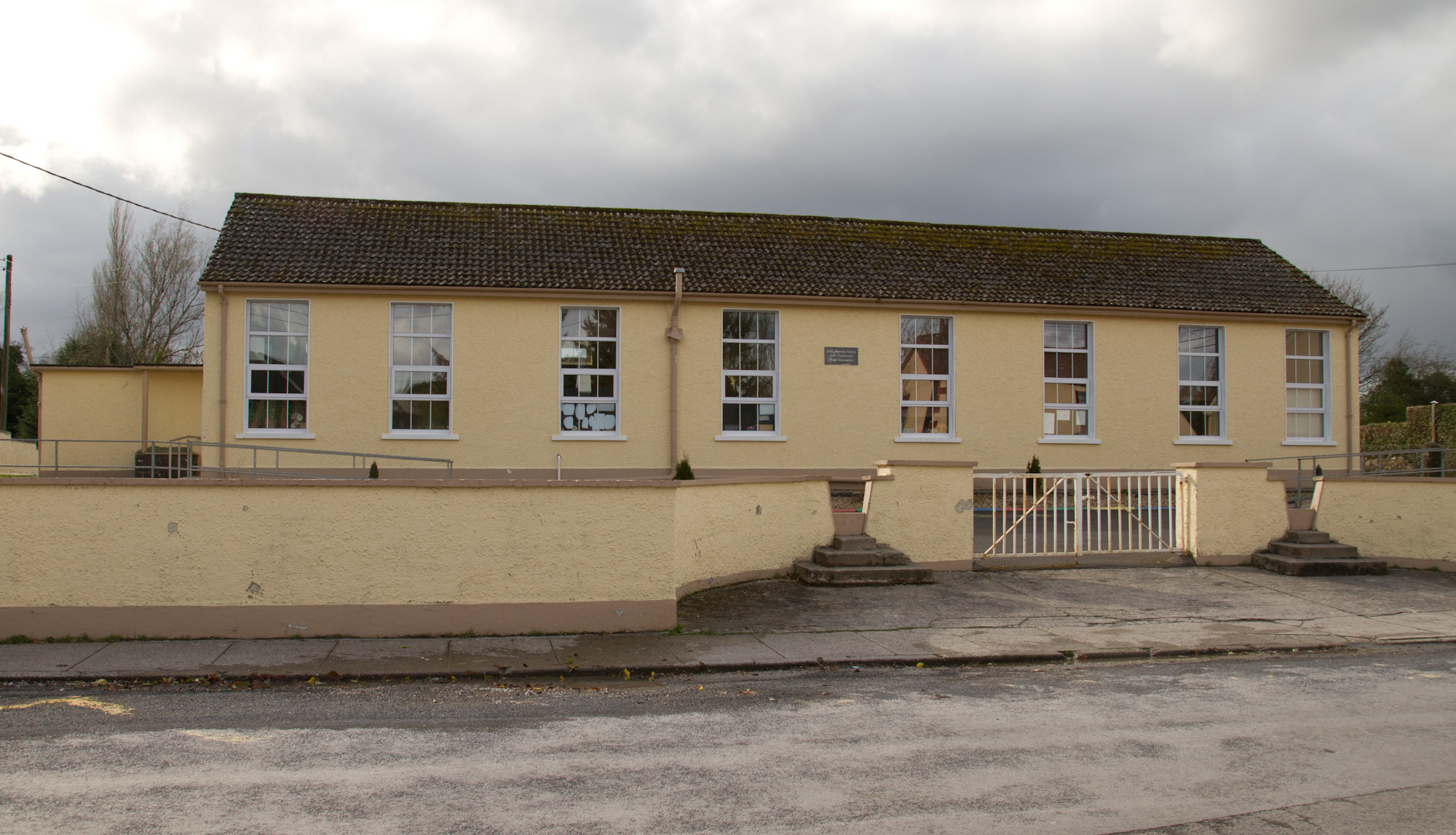
School